# Andrew Pozzi
Andrew William Pozzi (Stratford-upon-Avon, 15 de mayo de 1992) es un deportista británico que compitió en atletismo, especialista en las carreras de vallas.
Ganó una medalla de oro en el Campeonato Mundial de Atletismo en Pista Cubierta de 2018 y dos medallas en el Campeonato Europeo de Atletismo en Pista Cubierta, oro en 2017 y plata en 2021.
Participó en tres Juegos Olímpicos de Verano, entre los años 2012 y 2020, ocupando el séptimo lugar en Tokio 2020, en la prueba de 110 m vallas.

## Palmarés internacional
| Campeonato Mundial en Pista Cubierta | Campeonato Mundial en Pista Cubierta | Campeonato Mundial en Pista Cubierta | Campeonato Mundial en Pista Cubierta |
| Año                                  | Lugar                                | Medalla                              | Prueba                               |
| ------------------------------------ | ------------------------------------ | ------------------------------------ | ------------------------------------ |
| 2018                                 | Birmingham (Reino Unido)             | Medalla de oro                       | 60 m vallas                          |
| Campeonato Europeo en Pista Cubierta |                                      |                                      |                                      |
| Año                                  | Lugar                                | Medalla                              | Prueba                               |
| 2017                                 | Belgrado (Serbia)                    | Medalla de oro                       | 60 m vallas                          |
| 2021                                 | Toruń (Polonia)                      | Medalla de plata                     | 60 m vallas                          |